# أديسون (قرية)
أديسون (قرية)، نيويورك (بالإنجليزية: Addison (village), New York)‏ هي منطقة سكنية تقع في الولايات المتحدة في مقاطعة ستوبين، نيويورك.  يقدر عدد سكانها بـ 1,763 نسمة ومساحتها 4.9 كم2  وترتفع عن سطح البحر 304 متر.